# Línea 670 (Interurbanos Madrid)
La línea 670 de la red de autobuses interurbanos de Madrid une el Hospital General de Villalba con Moralzarzal.

## Características
Esta línea, en funcionamiento desde octubre de 2014, une el Hospital General de Villalba (Collado Villalba) con Moralzarzal, en un trayecto de 25 minutos de duración. No presta servicio domingos y festivos.
Desde el 3 de abril de 2023, prácticamente todas las expediciones prolongan su recorrido desde la estación de autobuses de Moralzarzal hasta el polideportivo del municipio.
Siguiendo la numeración de líneas del CRTM, las líneas que circulan por el corredor 6 son aquellas que dan servicio a los municipios situados en torno a la A-6 y comienzan con un 6. Aquellas numeradas dentro de la decena 670 corresponden a aquellas que circulan por Moralzarzal.
Está operada por la empresa Francisco Larrea, mediante concesión administrativa del CRTM.

### Horarios de salida
| Lunes a viernes laborables (1 octubre - 30 junio)         |
| A 8:12 - 9:00 - 9:45 - 11:00 - 12:00 - 13:00              |
| 13:45 - 15:05 - 17:00 - 18:55 - 20:55 - 22:25             |
| Lunes a viernes laborables (1-31 julio y 1-30 septiembre) |
| A 8:10 - 8:45 - 10:55 - 12:00 - 13:45                     |
| 15:00 - 17:00 - 20:45 - 22:15                             |
| Lunes a viernes laborables (Agosto)                       |
| A 8:10 - 8:45 - 11:05 - 12:00 - 13:45                     |
| 15:00 - 17:00 - 19:45 - 22:15                             |
| Sábados laborables                                        |
| A 8:20 - 11:00 - 13:40 - 16:30 - 17:15                    |
| *Hasta la estación de autobuses de Moralzarzal.           |

| Lunes a viernes laborables (1 octubre - 30 junio)         |
| A 7:20 - 8:40 - 9:25 - 10:40 - 11:40 - 12:40              |
| 13:50 - 15:25 - 16:40 - 18:30 - 20:40 - 21:35             |
| Lunes a viernes laborables (1-31 julio y 1-30 septiembre) |
| A 7:05 - 8:30 - 10:45 - 11:40 - 13:25                     |
| 15:20 - 16:40 - 20:25 - 21:50                             |
| Lunes a viernes laborables (Agosto)                       |
| A 7:15 - 8:30 - 10:45 - 11:40 - 13:25                     |
| 15:20 - 16:40 - 19:30 - 21:50                             |
| Sábados laborables                                        |
| A 7:45 - 8:35 - 10:45 - 13:25 - 17:00                     |
| *Desde la estación de autobuses de Moralzarzal.           |

## Recorrido y paradas

### Sentido Moralzarzal
| Código                                                                                  | Parada                                         | Común con            | Municipio        | Zona |
| --------------------------------------------------------------------------------------- | ---------------------------------------------- | -------------------- | ---------------- | ---- |
| 19385                                                                                   | Hospital General de Villalba                   |                      | Collado Villalba |      |
| 19427                                                                                   | Ctra. M608 - Urb. El Soto                      | 1 3 4 6              | Collado Villalba |      |
| 19428                                                                                   | Ctra. M608 - Urb. Las Cañadas                  | 1 3 4 6              | Collado Villalba |      |
| 09310                                                                                   | Ctra. M608 - Los Linarejos                     | 671 672 672A 720 876 | Collado Villalba |      |
| 10234                                                                                   | Ctra. M608 - Los Chopos                        | 671 672 672A 720 876 | Moralzarzal      |      |
| 10235                                                                                   | Ctra. M608 - Redondillo                        | 671 672 672A 720 876 | Moralzarzal      |      |
| Las expediciones que finalizan en la estación de autobuses realizan la siguiente parada |                                                |                      |                  |      |
| 12512                                                                                   | Estación de Autobuses de Moralzarzal           | 671 672 672A 876     | Moralzarzal      |      |
| Las expediciones que finalizan en el Polideportivo realizan las siguientes paradas      |                                                |                      |                  |      |
| 21080                                                                                   | Av. Salvador Sánchez Frascuelo - Pza. de Toros | 672A                 | Moralzarzal      |      |
| 20945                                                                                   | Cañada - Polideportivo Moralzarzal             |                      | Moralzarzal      |      |

### Sentido Collado Villalba
| Código                                                                         | Parada                               | Común con            | Municipio        | Zona |
| ------------------------------------------------------------------------------ | ------------------------------------ | -------------------- | ---------------- | ---- |
| Las expediciones que empiezan en el Polideportivo realizan la siguiente parada |                                      |                      |                  |      |
| 20945                                                                          | Cañada - Polideportivo Moralzarzal   |                      | Moralzarzal      |      |
| Paradas del itinerario común                                                   |                                      |                      |                  |      |
| 12512                                                                          | Estación de Autobuses de Moralzarzal | 671 672 672A 876     | Moralzarzal      |      |
| 09308                                                                          | Ctra. M608 - Redondillo              | 671 672 672A 720 876 | Moralzarzal      |      |
| 09309                                                                          | Ctra. M608 - Los Chopos              | 671 672 672A 720 876 | Moralzarzal      |      |
| 10230                                                                          | Ctra. M608 - Los Linarejos           | 671 672 672A 720 876 | Collado Villalba |      |
| 06377                                                                          | Ctra. M608 - Urb. Las Cañadas        | 1 3 4 6              | Collado Villalba |      |
| 06378                                                                          | Ctra. M608 - Urb. El Soto            | 1 3 4 6              | Collado Villalba |      |
| 19385                                                                          | Hospital General de Villalba         |                      | Collado Villalba |      |